# Königsfeld (Wolnzach)
Königsfeld ist ein Ortsteil des Marktes Wolnzach im oberbayerischen Landkreis Pfaffenhofen an der Ilm. 

## Geographie
Das Pfarrdorf liegt im fruchtbaren Tertiärhügelland der Hallertau, dem größten zusammenhängenden Hopfenanbaugebiet der Welt, in etwas Abstand rechts der Ilm in der Aue und auf dem untersten Hang des Flusstales.

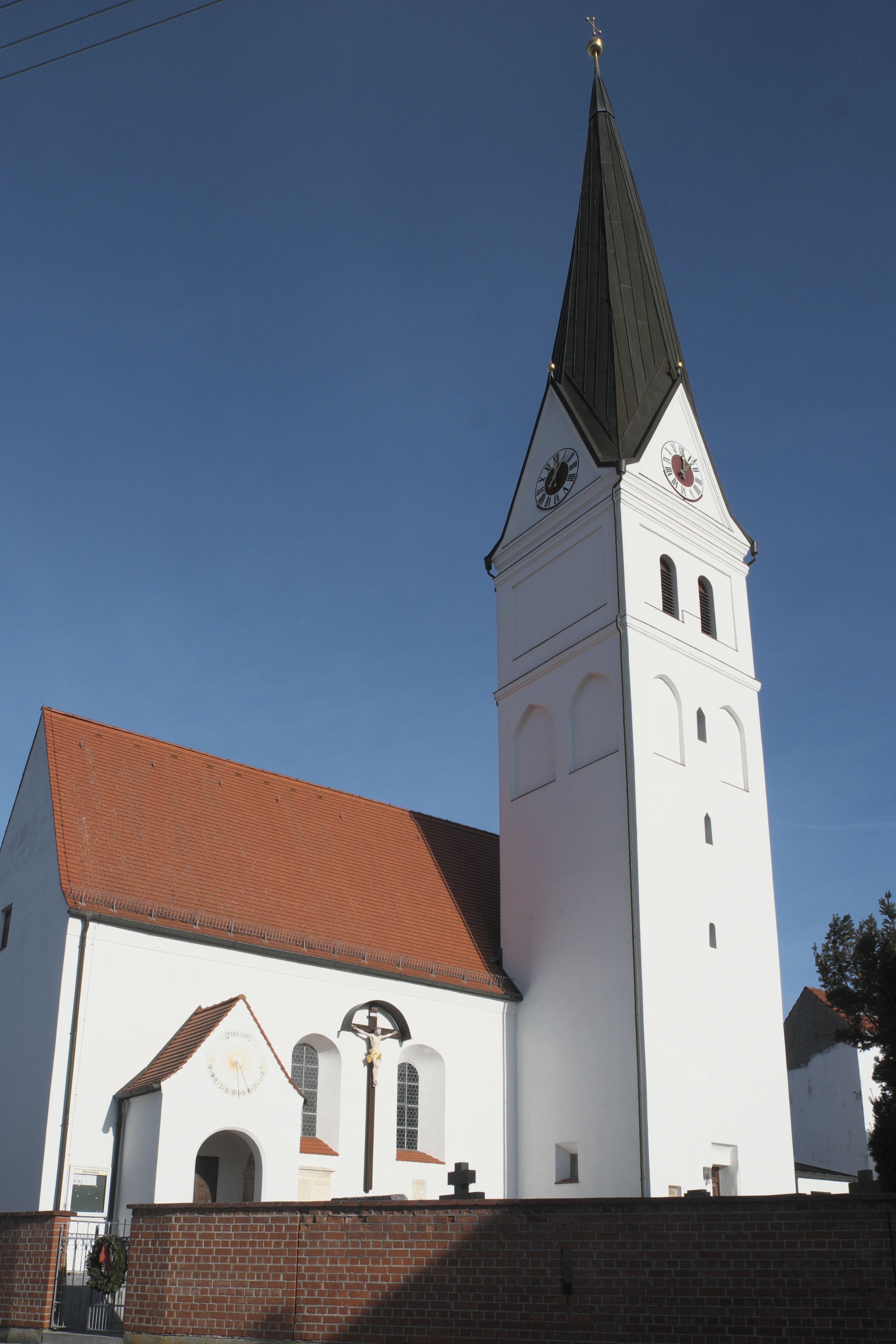
Kirche St. Margaretha in Königsfeld

## Geschichte
Königsfeld war Stammsitz der später bedeutenden Grafen von Königsfeld.
Die katholische Pfarrkirche St. Margaretha ist eine verputzte Saalkirche mit Polygonalchor und südlichem Chorflankenturm mit Spitzhelm, Langhaus mit flacher Holzdecke und eingezogener Chor mit Netzgewölbe, spätgotisch um 1500. Die Langhausmauern sind im Kern 14. Jahrhundert.
Königsfeld wurde im Zuge der Verwaltungsreformen in Bayern 1818 eine selbständige politische Gemeinde. 
Am 1. Juli 1971 wurde Königsfeld in den Markt Wolnzach eingegliedert.